# Introspection Rundown
Introspection Rundown ist eine von Scientology praktizierte pseudomedizinische Methode. Sie findet Anwendung, wenn nach deren Einschätzung ein psychotischer Zusammenbruch stattgefunden hat. Die von L. Ron Hubbard entwickelte Methode wurde am 24. Januar 1974 vorgestellt.
Introspection kann mit Selbstwahrnehmung bzw. Selbstprüfung übersetzt werden, als Rundown wird bei Scientology eine exakte Abfolge von Schritten bezeichnet.
Medial verarbeitet wurde Introspection Rundown nach dem Tod von Lisa McPherson, die nach dem Absolvieren des Programmes 1995 in Clearwater, Florida, verstarb.

## Hintergrund
Die Veröffentlichung von Hubbards Buch Dianetik – Der Leitfaden für den menschlichen Verstand im Jahr 1950 führte zu massiv kritischer Rezeption aus den Bereichen Psychiatrie und Psychoanalyse.
Der Arzt und anfangs begeisterte Dianetiker Joseph Winter bemerkte bereits 1950, dass Teilnehmer an Dianetik-Kursen und dem damit einhergehenden Auditing anschließend psychotische Zusammenbrüche hatten.

## Entwicklung und Ablauf
Den Introspection Rundown entwickelte Hubbard an Bord seines Flaggschiffes Apollo Anfang der 1970er, wobei sein Sohn Quentin Hubbard einer der ersten Absolventen war. Das Rezept gegen den psychotischen Zusammenbruch war aus seiner Sicht einfach: Isolation, Wasser, Nahrung und Vitaminpräparate.
Hubbard erklärte hierzu, dass „der psychotische Zusammenbruch, das letzte der unlösbaren Probleme, unter denen eine Person leiden kann, gelöst ist. […] Hier haben Sie das Werkzeug mit dem Sie die Psychotherapie vollkommen übernehmen können.“. Es gäbe damit auch keine Existenzberechtigung für die Psychiatrie an sich mehr.

## Bekannt gewordene Fälle

### Lisa McPherson

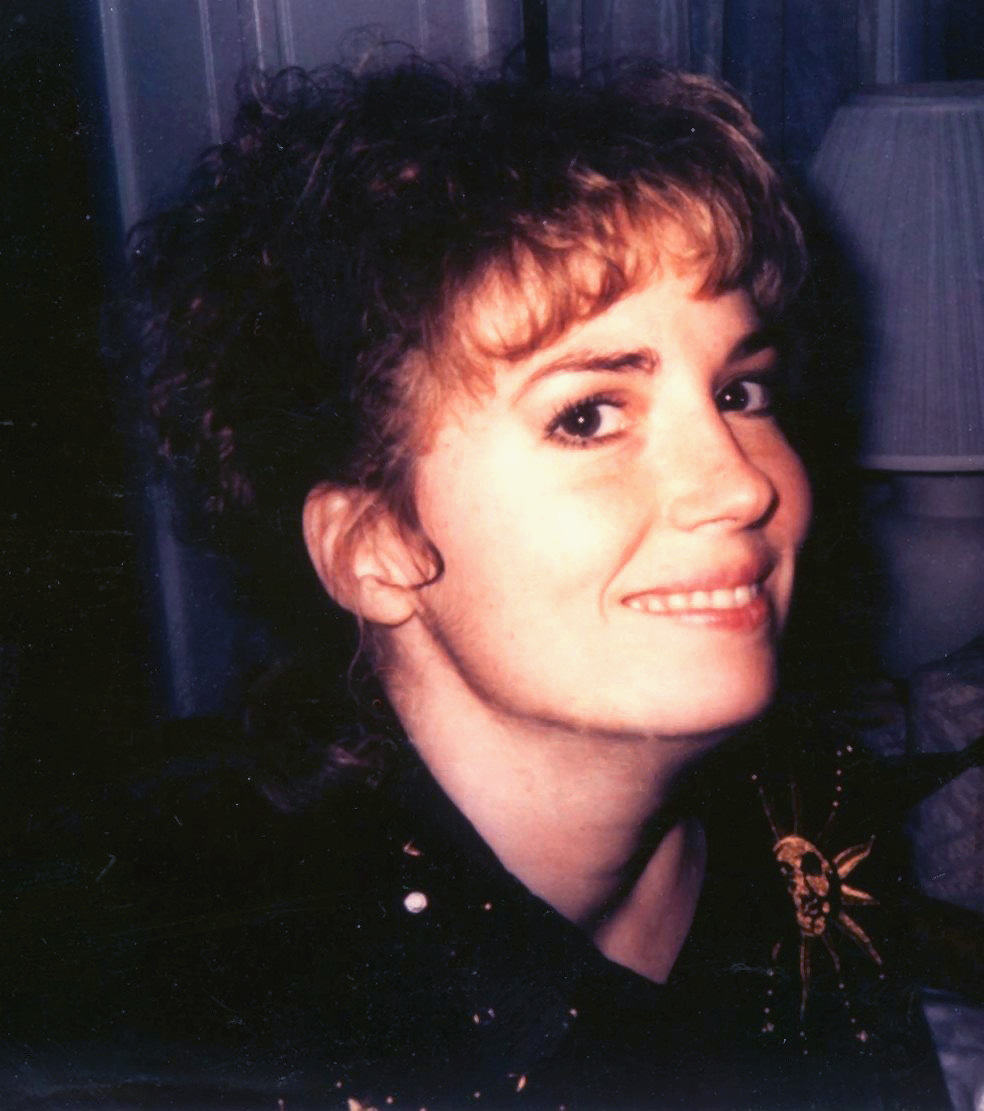
Lisa McPherson

Eine der wenigen bekannt gewordenen Fälle im Hinblick auf das Ergebnis des Introspection Rundowns ist jener der Scientologin Lisa McPherson. Diese fiel nach 17-tägiger Isolation im Dezember 1995 in ein Koma, aus dem sie nicht mehr erwachte.

### Marianne Coenan
Im Oktober 1989 unterlief die 31-jährige Scientologin Marianne Coenan auf einer Ranch in Pomona, Kalifornien, einem Introspection Rundown. Sie verbrachte fast zwei Monate in einem zellenartigen Raum, bevor sie Anfang Januar 1990 von der Polizei befreit wurde. Die Behörden beschrieben die Frau als verwirrt und mit Blutergüssen und Schrammen auf ihren Beinen, Händen und an ihrem Hals. Betreut wurde sie in dieser Zeit von ihrem Mann und ihrer Familie, alle Mitglieder der Scientology-Organisation. Untersuchungen der Behörden verliefen im Sand, da Marianne Coenan keine Anzeige erstatten wollte und der Bezirksstaatsanwalt demgemäß keine Anklage erhob.

### Martine Boublil
Martine Boublil wurde am 21. Januar 2008 von der Polizei befreit, nachdem ein Anrufer Hilfeschreie gemeldet hatte. Die Polizei fand die 47-jährige Französin in einem Haus bei Nuoro, Sardinien, halbnackt auf einer Matratze liegend. Nachdem sie von Ungeziefer befallen war, wurde sie ins Krankenhaus gebracht. Drei Personen, die mit Boublil in dem Haus waren, wurden festgenommen. Boublil war auf Veranlassung ihres Bruders, einem hochrangigen Mitglied der Scientology-Organisation in Frankreich, verwahrt worden. Auch die anderen anwesenden Personen waren Scientology-Mitglieder. Nachdem keine Anzeige erstattet worden war, wurde der Fall Boublil nicht weiterverfolgt.

### Weitere Fälle
In den ersten zwanzig Jahren nach Einführung des Introspection Rundowns wurde er bei einer Vielzahl von Scientologen angewendet, wenn diese einen psychischen Zusammenbruch erlitten hatten. Jeff Hawkins, ein ehemaliger Scientology-Mitarbeiter der Sea Org berichtet von einem Fall, in dem eine Frau ein Jahr in Isolation verbracht habe. Nancy Many, ebenfalls eine ehemalige Mitarbeiterin der Sea Org, sah oft bewachte Räume im Scientology-Hotel Fort Harrison in Clearwater. Nachrichten über psychotische Zusammenbrüche seien beständig aus der ganzen Welt an Scientologys Flag Land Base in Clearwater gemeldet worden.